# Marcel Deslaurens
Marcel Émile Deslaurens, né le 23 septembre 1883 à Bourges et mort pour la France le 17 mai 1940 à Flessingue (Pays-Bas), est un général de brigade français.

## Biographie
Fils du capitaine Paul Dreyfus qui a changé son nom en Deslaurens en 1895 à la suite de la survenue de l'Affaire Dreyfus,, il sort de l'école militaire de Saint-Cyr en 1905 (Promotion de la Tour d'Auvergne) et commence sa carrière au 24e régiment d'infanterie coloniale puis au 3e régiment de tirailleurs tonkinois en Asie. De retour en France en 1909, il va en Afrique d'abord en Côte d'Ivoire puis à l'état-major du Gouverneur de l'Afrique de l'ouest. 
En 1916, il est sur la Somme avec le 42e régiment d'infanterie coloniale et il est blessé deux fois et cité à l'ordre de la Xe armée. 
De 1922 à 1924, il est à l'école supérieure de guerre puis retourne au Tonkin. 
De 1933 à 1935, il dirige le régiment d'infanterie coloniale au Maroc. 
Le 1er janvier 1940, il est placé à la tête de la 60e division d'infanterie (VIIe Armée de Giraud) avec son quartier général au château d'Esquelbecq (Nord). 
Le 10 mai, sa division monte en ligne aux Pays-Bas où il est mortellement touché à Flessingue le 17 mai. Il est l'un des treize officiers généraux français morts au cours des opérations de mai-juin 1940.

## Distinctions et grades
- 1905 sous-lieutenant ;
- 1907 lieutenant ;
- 25 décembre 1914 capitaine ;
- 18 octobre 1915 chevalier de la Légion d'honneur ;
- 1923 chef de bataillon - officier de la Légion d'honneur ;
- 1928 lieutenant-colonel ;
- 1933 colonel ;
- 1937 général de brigade ;
- 1938 commandeur de la Légion d'honneur ;
- 1940 commande la 60e D.I.

Un monument à son honneur a été inauguré à Flessingue (Pays-Bas) le 4 mai 2001, une place porte son nom à Esquelbecq (Nord).